# Ramusella japonica
Ramusella japonica är en kvalsterart som först beskrevs av Aoki 1983.  Ramusella japonica ingår i släktet Ramusella och familjen Oppiidae. Inga underarter finns listade i Catalogue of Life.